# Bandera de l'Illa del Príncep Eduard
La bandera de l'Illa del Príncep Eduard és un estendard de proporció 2:3 format a partir de l'escut d'armes provincial. Fou adoptada el 24 de març de 1964.
El terç superior de la bandera mostra el lleó heràldic anglès que apareix tant a l'escut del príncep Eduard del Regne Unit, pel qual es va anomenar la província, com a l'escut del rei Eduard VII. Els dos terços inferiors mostren una illa en la qual apareixen tres petits roures (a l'esquerra) que representen els tres comtats en que fou dividida l'illa el 1767 (Kings, Prince i Queens) sota la protecció d'un gran roure que representa la Gran Bretanya. Els tres costats que no toquen el pal porten una bordura de bandes vermelles i blanques (els colors oficials del Canadà).